# Поляков Самуїл Соломонович
Самуї́л (Шму́ель) Соломо́нович Поляко́в (рос. Самуил (Шмуэль) Соломонович Поляков; нар. 24 грудня 1837 (5 січня 1838), Дубровно, Російська імперія, — пом. 7 (19) квітня 1888, Петербург, Російська імперія) — російський залізничний концесіонер, громадський діяч і благодійник. Брат банкірів Полякових — Лазаря та Якова. Був, зі слів Сергія Вітте, «найславніший із залізничних тузів». Активіст руху за права євреїв, співзасновник Спілки ремісничої праці.

## Біографія
Самуїл був середульший із трьох синів дрібного торговця в білоруському селищі Дубровно тодішньої Могилівської губернії. Допомагав найстаршому братові Якову провадити батькову справу — відкуп податків на спиртне, але після Селянської реформи 1861, коли стало важче заробляти в цій галузі, розпочав свою власну справу — будівництво. Спершу він довозив матеріали на спорудження доріг, був підрядником на різних будовах і там випадково познайомився з майбутнім міністром пошти й телеграфу — графом Іваном Толстим. За даними Сергія Вітте (перш ніж перейти на державну службу, він мав спільні ділові справи з Поляковим), Самуїл Поляков започаткував свою бізнес-імперію як власник приватної поштової станції в Харківській губернії, а перед тим зробив «якусь важливу послугу» Толстому. Згодом став це робити регулярно, і взамін «Толстой сприяв Полякову в його кар'єрі».
Такий тип стосунків між чиновником і єврейським підприємцем був поширений у часи після звільнення Росії від кріпаччини. Толстому на час його смерти (1867) нібито належало півмільйона рублів в акціях Полякова. «Послуги», про які згадав Вітте, полягали в тому, що Поляков був управителем на горілчаному заводі, розміщеному на пустищах Толстого, а «сприяння» полягало в наданні концесії на будівництво залізниці Грушове — Аксай (Грушевська залізниця), яке закінчилося у 1863 році. У 1863—1865 роках Поляков має субпідряди на будівництві залізниць Коломна — Рязань і Рязань — Козлов, а головним концесіонером був тоді Карл фон Мекк. Насамкінець, у 1866 році Толстой нагородив Полякова концесією на будівництво магістральної залізниці Козлов — Воронеж — Ростов-на-Дону, яку здали в експлуатацію в лютому 1868 р.. Поляков розбагатів на тому, що за спорудження версти колії брав 75 тисяч рублів, у вісім разів більше, ніж належало б. Потім було спорудження залізниць Курськ — Харків  — Азов (Курсько-Харківсько-Азовська залізниця), Грязі — Орел та інших.
Поляков був новатор, застосувавши графік прискореного будівництва залізниці. У запровадженні прогресивних стандартів управління проектами йому сприяє новий союзник в уряді, міністр Павло Мельников. Магістральну залізницю Курськ — Харків — Азов (780 верст — тобто 832 кілометри, впроваджено в експлуатацію поетапно — в липні та грудні 1869 р.) збудовано дуже швидко — за 22 місяці. Вона забезпечила надійне й швидке транспортне сполучення з донбаськими вугільними шахтами, де в Полякова були свої суттєві інтереси. Він також придбав концесію, щоб побудувати сталеливарний завод в Азові, але зрештою вирішив продати права Джонові Юзу. Продаж можна було потрактувати як порушення контракту: будівництво цього підприємства обумовлював договір про концесію. Під час російсько-турецької війни (1877—1878) Поляков дістав замовлення на будівництво двох фронтових залізниць, Бендери — Галац та Фретешть — Зімніча. Фактично будівництвом керував Михайло Данилов. За швидкість будівництва цих залізниць Поляков отримав медаль Всесвітньої виставки 1878 року в Парижі й понад 20 мільйонів рублів від уряду. Контракт передбачав проведення двох залізничних ліній, придбання рухомого складу, спорудження річкової поромної переправи, створення польових госпіталів і т. ін., в тому числі 4,5 мільйона рублів премії.
Самуїл Поляков також брав активну участь у банківській сфері. Був засновник і значний акціонер Московського земельного банку (1872 р.), Петербурзько-Московського банку (1884 р.) і багатьох інших. У 1870-х Самуїл увійшов у число семи найбагатших залізничних баронів Росії. Крім Полякова, це Іван Бліох, Леопольд-Станіслав Кроненберг, Петро Губонін, Василь Кокорев, Павло фон Дервіз і Карл фон Мекк. Збагачення «королів» стало можливим завдяки тому, що уряд віддавав перевагу приватній власності на залізниці та щедрій підтримці залізничних підприємців.. Держава беззастережно гарантувала облігації залізничних компаній, дбала, щоб прибувало нових інвесторів;. Упродовж терміну концесії її власник мав право на всі прибутки підприємства. Цю практику припинили під час війни 1877 — 1878 років, натомість уряд вибрав пряму власність на нові залізниці та управління ними.

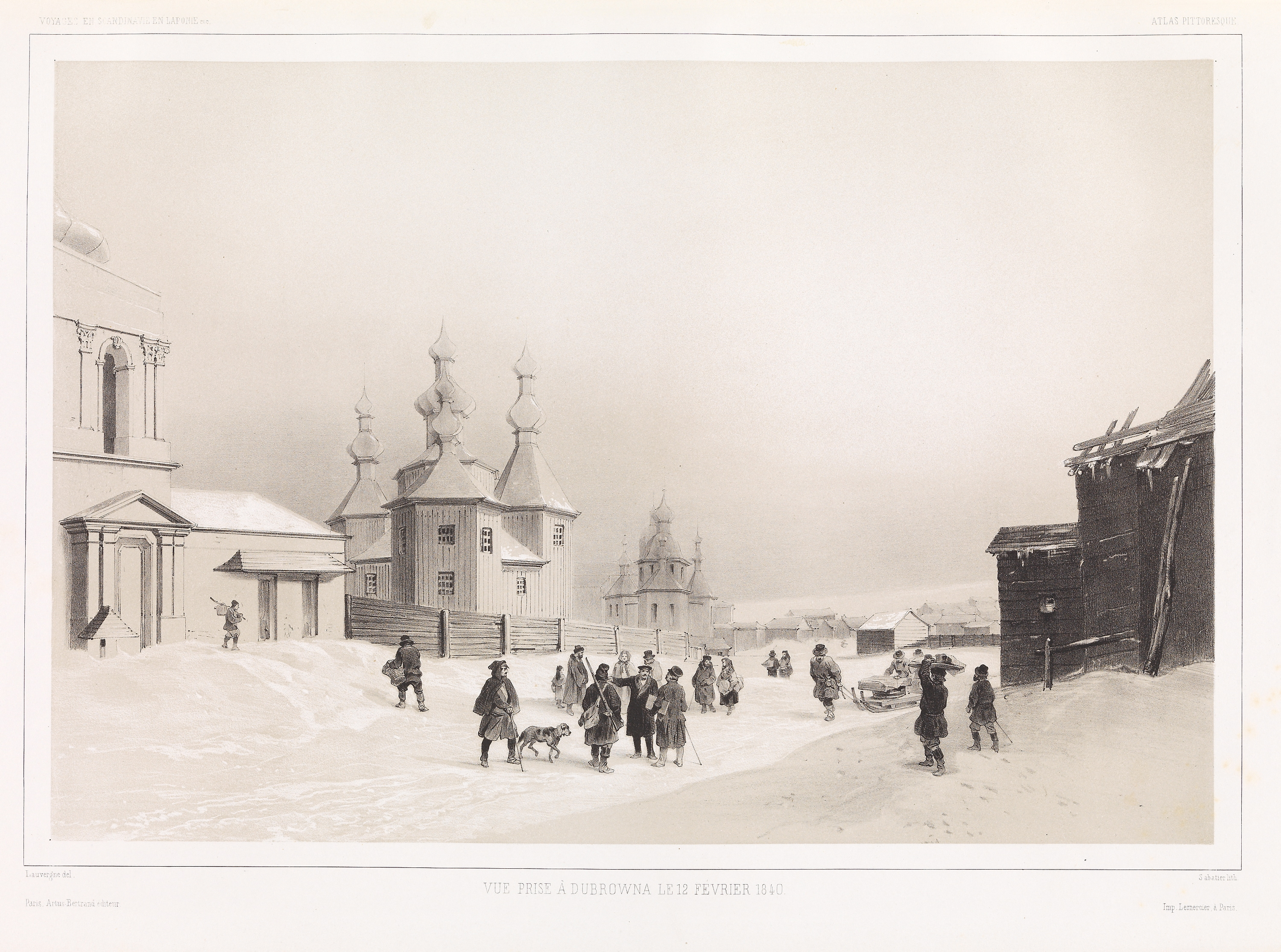
Дубровно, середмістя. 1840 рік.

Крім новозбудованих залізниць, Поляков придбав наявні, в тому числі (1880 р.) першу комерційну залізницю Росії Санкт-Петербург — Царське Село. Хоча його залізниці мали статус публічних компаній, він розпоряджався ними як своєю власністю. Ніхто з родичів Полякова не був акціонером у його компаніях і не впливав на них. Фінансові маневри Полякова, хоч і не виходили за межі закону, однак були сумнівні. Його перша магістральна залізниця (Козлов — Воронеж) мала бути земським підприємством, але власником усіх його акцій став Поляков. Корпоративний статут затверджено допіру рік після того, як залізниця почала свою діяльність, тож Поляков мав досить часу, щоб уникнути відповідальності перед іншими акціонерами. Він використовував свої впливи, щоб накопичити акції інших залізниць — як забезпечення кредиту від іноземних банків, роблячи ставку на сподіване підвищення вартості акцій. У звітах Поляков-підрядник штучно завищував витрати на будівництво залізниці й взамін давав хабарі державним чиновникам, переважно залізничними акціями. Його репутацію підсумував кількома словами конкурент у залізничних підрядах Федір Чижов: «Ні за які гроші я не піду в діло з Поляковим і не бруднитиму свого імені».
За все своє життя Самуїл Поляков збудував чверть усіх наявних на той час залізниць у Росії, а перед смертю мав статки, які оцінено у 31,4 мільйона рублів.
Самуїл Поляков мав у Санкт-Петербурзі дім, який раніше належав графині Олександрі Лаваль, на Англійській набережній, № 4 — триповерховий палац у стилі неокласицизму. Запроектував його архітектор Тома де Томон. У 1820 — 1830-х роках тут діяв літературний салон, який відвідували Василь Жуковський, Олександр Пушкін та Адам Міцкевич. Поляков не змінював первинного неокласичного інтер'єру. Будинок перейшов у спадок синові Данилу, а тоді був проданий державі — як робоче приміщення для Правлячого Сенату. Поляков став спадковим дворянином, здобув ранг таємного радника, але, попри старання, так і не домігся баронського титулу.

## Громадська діяльність, благодійність
Збагатившись, у 1860-х роках Поляков став зважати на громадські справи. 1867 року він заснував і утримував перше в Росії залізничне технічне училище в Єльці і гірниче технічне училище при Корсунській копальні в Горлівці. Також у Єльці виділив гроші на класичну чоловічу гімназію і на жіночі приватні гімназії та жіночі ремісничі училища в західній частині Росії, на Криницьку сільськогосподарську школу в Острогозькому повіті Воронезької губернії. У 1868 році був одним із жертводавців на відкриття Ліцею цесаревича Миколи (Катковського ліцею в Москві — установи, яка в кінцевому підсумку перетворилася на сучасну Дипломатичну академію Міністерства закордонних справ Російської Федерації. Дав також гроші на заснування Московського залізничного училища барона Дельвіга. Разом з Горацієм Гінцбургом та Миколою Бакстом у 1880 році став ініціатором створення Товариства торгівлі та сільськогосподарської праці серед євреїв у Російській імперії (ОРТ), де люди здобували ремісничий фах.
У 1882-му він виділив 200 тисяч рублів на гуртожиток для студентів при Санкт-Петербурзькому університеті, названий колегією імператора Олександра II.

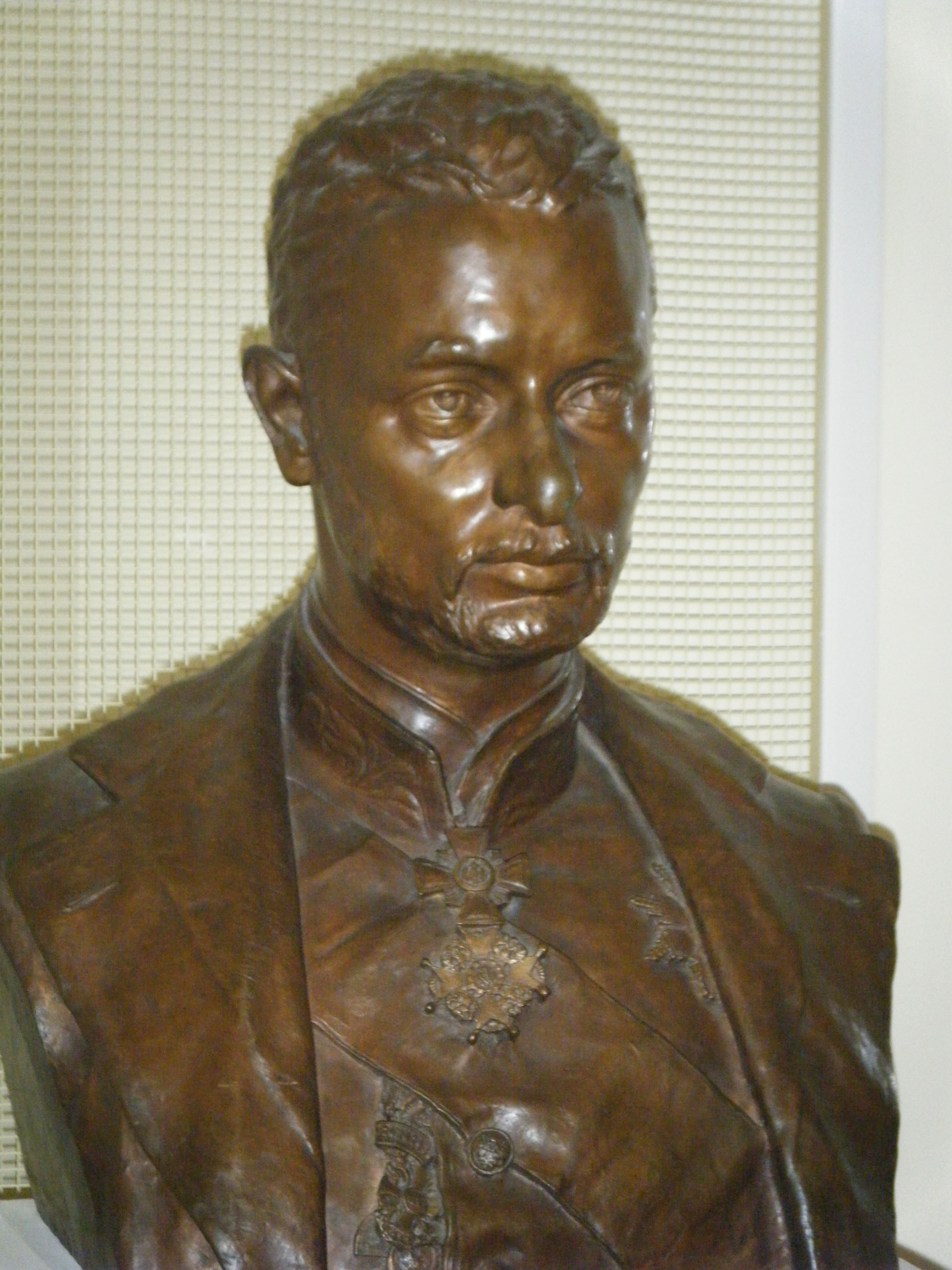
Самуїл Поляков. Бронзова скульптура роботи Марка Антокольського. Державний історичний музей у Москві.

Також Самуїл Поляков матеріально підтримував організації товариства Червоного Хреста, сиротинці, військові шпиталі. На початку 1880-х років він дав більш ніж півмільйона рублів на будівництво синагог у Петербурзі та Москві, а 200 тисяч рублів — на столичну єврейську богадільню.
Він виділяв гроші на театри та музеї. Дав гроші на створення Російського художнього центру в Парижі.
За весь час Самуїл Поляков пожертвував три мільйони рублів на благодійність.
В останнє десятиліття свого життя він зосередився на житті санкт-петербурзької єврейської громади і фінансуванні будівництва Великої хоральної синагоги. Незадовго до вбивства Олександра Другого Самуїлові Полякову, Горацієві Ґінцбурґу та Миколі Баксту вдалося домогтися царського дозволу на заснування Спілки ремісничої праці, національної єврейської групи інтересів, яка в кінцевому підсумку переросла у світову мережу. Її первісною метою було вдосконалювати євреїв у робітничих професіях, створювати кваліфіковану робочу силу для потреб капіталізму, що швидко розвивався в смузі осілости.
Вбивство царя 1 березня 1881 викликало хвилю погромів. У серпні 1881 Поляков і Ґінцбурґ скликали першу конференцію єврейських представників з усіх кінців імперії, щоб розробити стратегію дій для російських євреїв.. Ця конференція, як і наступні, проголосила негативне ставлення до першої алії (першої хвилі еміграції) і схвалила емансипацію євреїв. Поляков додержував «стандартного аргументу прихильника емансипації»: сприяння еміграції принесе євреям більше шкоди, ніж користи, бо дасть антисемітам підставу вважати євреїв «очевидними інородцями».

## Смерть і спадщина
Поляков раптово помер від інсульту у віці 50 років на похороні свого свата — Антона (Абрама) Варшавського (Леон Варшавський був одружений з дочкою Самуїла Полякова). Полякова поховали в родинному склепі на Єврейському кладовищі у Санкт-Петербурзі. Адмірал Іван Шестаков згадував: «Можу тільки засвідчити, що крім як на похороні царя, я ніколи не бачив такої маси люду, як на проводах Полякова». Цвинтар і досі стоїть, а склеп Полякова зруйновано. Скульптури Полякова роботи Марка Антокольського експонуються в Державному історичному музеї в Москві та в Саратовському музеї мистецтва — одній із багатьох установ, що їх матеріально підтримував Поляков.
Лазар і Яків Полякови пережили Самуїла і зрештою втратили свої статки під час банківської кризи початку 1900-х. Данило, єдиний син Самуїла, перебрав на себе батьківську посаду в керівництві Спілки ремісничої праці, але не був зацікавлений провадити цю справу й прожив більшу частину свого життя в Парижі. Три Самуїлові дочки вийшли заміж за російського, англійського та французького банкірів.

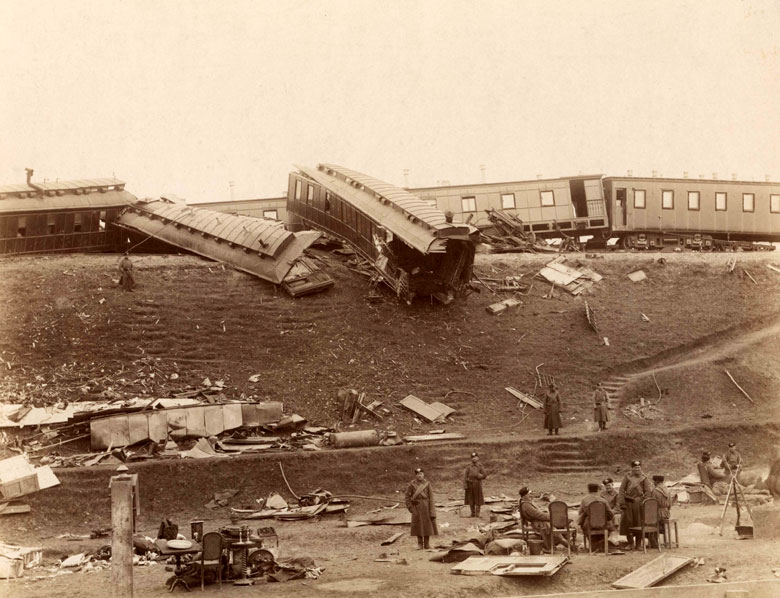
Аварія імператорського потяга. 1888 рік.

Самуїла Полякова посмертно звинуватили в катастрофі поїзда, яка сталася біля села Бірки на залізниці Курськ — Харків два місяці після похорону. Громадськість, розлючена цим випадком, який мало не знищив династію Романових, вважала, що він стався внаслідок неправильного способу будівництва залізниці Курськ — Харків — Азов. Зокрема, через занадто тонкий гравійний шар баластної призми, яка не могла належним чином гасити вібрації.
Згодом будівнича діяльність Полякова під час російсько-турецької війни послужила матеріалом для роману «Інженери», що його Микола Гарін-Михайловський опублікував у 1907 році. Письменник помер, не закінчивши книжки, і її приготував до друку Максим Горький. Поляков, «маленький літній пан у котелку», з'являється в книжці тільки один раз, викликавши в головного героя огиду і бажання назавжди кинути працювати на Полякова. Михайло Данилов, керівник проекту Полякова, — це ключовий персонаж сюжету.